# Frobeniusnorm
Die Frobeniusnorm oder Schurnorm (benannt nach Ferdinand Georg Frobenius bzw. Issai Schur) ist in der Mathematik eine auf der euklidischen Norm basierende Matrixnorm. Sie ist definiert als die Wurzel aus der Summe der Betragsquadrate aller Matrixelemente. Für die Frobeniusnorm gibt es noch eine Reihe weiterer Darstellungen, beispielsweise über eine Spur, über ein Skalarprodukt, über eine Singulärwertzerlegung oder über eine Schur-Zerlegung. Die Frobeniusnorm ist submultiplikativ, mit der euklidischen Vektornorm verträglich und invariant unter unitären Transformationen, sie ist aber keine Operatornorm. Sie wird beispielsweise in der numerischen linearen Algebra aufgrund ihrer einfacheren Berechenbarkeit zur Abschätzung der Spektralnorm verwendet und bei der Lösung linearer Ausgleichsprobleme mittels der Moore-Penrose-Inverse eingesetzt.

## Definition
Die Frobeniusnorm {\displaystyle \|\cdot \|_{F}} einer reellen oder komplexen (m × n)-Matrix {\displaystyle A\in {\mathbb {K} }^{m\times n}} mit {\displaystyle \mathbb {K} } aus dem Körper der reellen oder komplexen Zahlen ist definiert als
{\displaystyle \|A\|_{F}:={\sqrt {\sum _{i=1}^{m}\sum _{j=1}^{n}|a_{ij}|^{2}}}},
also die Wurzel aus der Summe der Betragsquadrate aller Matrixelemente {\displaystyle a_{ij}}. Die Frobeniusnorm entspricht damit der euklidischen Norm eines Vektors der Länge {\displaystyle m\cdot n}, in dem alle Einträge der Matrix untereinander notiert sind. Im reellen Fall können die Betragsstriche in der Definition auch weggelassen werden, im komplexen Fall jedoch nicht.
Die Frobeniusnorm ist nach dem deutschen Mathematiker Ferdinand Georg Frobenius benannt. Sie heißt nach seinem Schüler Issai Schur auch Schurnorm und wird manchmal auch Hilbert-Schmidt-Norm genannt (nach David Hilbert und Erhard Schmidt), wobei letzterer Name meist bei der Untersuchung bestimmter linearer Abbildungen auf (möglicherweise unendlichdimensionalen) Hilberträumen verwendet wird, siehe Hilbert-Schmidt-Operator.

## Beispiele
Reelle Matrix
Die Frobeniusnorm der reellen (3 × 3)-Matrix
{\displaystyle A={\begin{pmatrix}1&2&1\\-1&2&-3\\0&1&-2\\\end{pmatrix}}}
ist gegeben als
{\displaystyle \|A\|_{F}={\sqrt {\sum _{i=1}^{3}\sum _{j=1}^{3}|a_{ij}|^{2}}}={\sqrt {1^{2}+2^{2}+1^{2}+|{-}1|^{2}+2^{2}+|{-}3|^{2}+0^{2}+1^{2}+|{-}2|^{2}}}={\sqrt {25}}=5}.
Komplexe Matrix
Die Frobeniusnorm der komplexen (2 × 2)-Matrix
{\displaystyle A={\begin{pmatrix}1&i\\-2i&3-i\\\end{pmatrix}}}
ist gegeben als
{\displaystyle \|A\|_{F}={\sqrt {\sum _{i=1}^{2}\sum _{j=1}^{2}|a_{ij}|^{2}}}={\sqrt {|1|^{2}+|i|^{2}+|{-}2i|^{2}+|3-i|^{2}}}={\sqrt {1^{2}+1^{2}+2^{2}+(3^{2}+1^{2})}}={\sqrt {16}}=4}.

## Weitere Darstellungen

### Darstellung über eine Spur
Ist {\displaystyle A^{H}\in {\mathbb {K} }^{n\times m}} die adjungierte Matrix (im reellen Fall transponierte Matrix) von {\displaystyle A\in {\mathbb {K} }^{m\times n}}, dann gilt für die Spur (die Summe der Diagonaleinträge) des Matrizenprodukts {\displaystyle A^{H}A}
{\displaystyle \operatorname {spur} (A^{H}A)=\sum _{i=1}^{m}\sum _{k=1}^{n}{\bar {a}}_{ik}\cdot a_{ik}=\sum _{i=1}^{m}\sum _{k=1}^{n}|a_{ik}|^{2}=\|A\|_{F}^{2}}.
Somit besitzt die Frobeniusnorm die Darstellung
{\displaystyle \|A\|_{F}={\sqrt {\operatorname {spur} \left(A^{H}A\right)}}={\sqrt {\operatorname {spur} \left(AA^{H}\right)}}=\|A^{H}\|_{F}}
wobei die mittlere Gleichung daraus folgt, dass unter der Spur Matrizen zyklisch vertauscht werden dürfen. Die Frobeniusnorm ist damit selbstadjungiert.

### Darstellung über ein Skalarprodukt
Auf dem Matrizenraum der reellen oder komplexen (m × n)-Matrizen definiert für {\displaystyle A,B\in \mathbb {K} ^{m\times n}}
{\displaystyle \langle A,B\rangle =\operatorname {spur} \left(A^{H}B\right)}
ein Skalarprodukt, das auch Frobenius-Skalarprodukt genannt wird. Somit ist die Frobeniusnorm die von dem Frobenius-Skalarprodukt induzierte Norm
{\displaystyle \|A\|_{F}={\sqrt {\langle A,A\rangle }}}.
Der Raum der reellen oder komplexen Matrizen ist mit diesem Skalarprodukt ein Hilbertraum und mit der Frobeniusnorm ein Banachraum.

### Darstellung über eine Singulärwertzerlegung
Betrachtet man eine Singulärwertzerlegung der Matrix {\displaystyle A\in {\mathbb {K} }^{m\times n}}
{\displaystyle A=U\Sigma V^{H}}
in eine unitäre Matrix {\displaystyle U\in {\mathbb {K} }^{m\times m}}, eine reelle Diagonalmatrix {\displaystyle \Sigma \in {\mathbb {R} }^{m\times n}} und eine adjungierte unitäre Matrix {\displaystyle V^{H}\in {\mathbb {K} }^{n\times n}}, dann gilt
{\displaystyle \operatorname {spur} \left(A^{H}A\right)=\operatorname {spur} \left(\left(V\Sigma ^{H}U^{H}\right)\left(U\Sigma V^{H}\right)\right)=\operatorname {spur} \left(V\Sigma ^{H}\Sigma V^{H}\right)=\operatorname {spur} \left(\Sigma ^{H}\Sigma \right)=\sum _{i=1}^{r}\sigma _{i}^{2}},
wobei {\displaystyle \sigma _{1},\ldots ,\sigma _{r}} mit {\displaystyle r=\operatorname {rang} (A)} die positiven Einträge der Diagonalmatrix {\displaystyle \Sigma } sind. Diese Einträge sind die Singulärwerte von {\displaystyle A} und gleich den Quadratwurzeln der Eigenwerte von {\displaystyle A^{H}A}. Somit hat die Frobeniusnorm die Darstellung
{\displaystyle \|A\|_{F}={\sqrt {\sigma _{1}^{2}+\ldots +\sigma _{r}^{2}}}},
womit sie der euklidischen Norm des Vektors der Singulärwerte und damit der Schatten-2-Norm entspricht.

### Darstellung über eine Schur-Zerlegung
Betrachtet man weiterhin eine Schur-Zerlegung einer quadratischen Matrix {\displaystyle A\in {\mathbb {K} }^{n\times n}}
{\displaystyle A=URU^{H}}
in eine unitäre Matrix {\displaystyle U\in {\mathbb {K} }^{n\times n}}, eine obere Dreiecksmatrix {\displaystyle R\in {\mathbb {K} }^{n\times n}} und die zu {\displaystyle U} adjungierte Matrix {\displaystyle U^{H}}, dann gilt
{\displaystyle \operatorname {spur} \left(A^{H}A\right)=\operatorname {spur} \left(\left(UR^{H}U^{H}\right)\left(URU^{H}\right)\right)=\operatorname {spur} \left(UR^{H}RU^{H}\right)=\operatorname {spur} \left(R^{H}R\right)=\|R\|_{F}^{2}}.
Zerlegt man nun die Matrix {\displaystyle R} in ihre Hauptdiagonale {\displaystyle \Lambda \in {\mathbb {K} }^{n\times n}} bestehend aus den Eigenwerten {\displaystyle \lambda _{1},\ldots ,\lambda _{n}} von {\displaystyle A} und eine strikt obere Dreiecksmatrix {\displaystyle N\in {\mathbb {K} }^{n\times n}}, dann gilt für die Frobeniusnorm von {\displaystyle A}
{\displaystyle \|A\|_{F}=\|R\|_{F}={\sqrt {\|\Lambda \|_{F}^{2}+\|N\|_{F}^{2}}}={\sqrt {(|\lambda _{1}|^{2}+\ldots +|\lambda _{n}|^{2})+\|N\|_{F}^{2}}}},
wobei die Frobeniusnorm von {\displaystyle N} genau dann Null ist, wenn {\displaystyle A} eine normale Matrix ist. Ist {\displaystyle A} nicht normal, dann stellt {\displaystyle \|N\|_{F}} ein Maß für die Abweichung von der Normalität dar.

## Eigenschaften

### Normeigenschaften
Da die Summe zweier Matrizen {\displaystyle A,B\in {\mathbb {K} }^{m\times n}} und die Multiplikation einer Matrix mit einem Skalar komponentenweise definiert sind, folgen die Normeigenschaften Definitheit, absolute Homogenität und Subadditivität direkt aus den entsprechenden Eigenschaften der euklidischen Norm. Insbesondere folgt die Gültigkeit der Dreiecksungleichung
{\displaystyle \|A+B\|_{F}\leq \|A\|_{F}+\|B\|_{F}}
aus der Cauchy-Schwarz-Ungleichung über
{\displaystyle \|A+B\|_{F}^{2}=\|A\|_{F}^{2}+2\operatorname {Re} \langle A,B\rangle +\|B\|_{F}^{2}\leq \|A\|_{F}^{2}+2\|A\|_{F}\|B\|_{F}+\|B\|_{F}^{2}=\left(\|A\|_{F}+\!\|B\|_{F}\right)^{2}},
wobei {\displaystyle \langle \cdot ,\cdot \rangle } obiges Skalarprodukt auf Matrizen ist und {\displaystyle \operatorname {Re} } den Realteil der komplexen Zahl angibt.

### Submultiplikativität
Die Frobeniusnorm ist submultiplikativ, das heißt für Matrizen {\displaystyle A\in {\mathbb {K} }^{m\times n}} und {\displaystyle B\in {\mathbb {K} }^{n\times l}} gilt
{\displaystyle \|A\,B\|_{F}\leq \|A\|_{F}\,\|B\|_{F}},
wie ebenfalls mit Hilfe der Cauchy-Schwarz-Ungleichung durch
{\displaystyle {\begin{aligned}\|A\,B\|_{F}^{2}&=\sum _{i=1}^{m}\sum _{k=1}^{l}\left|\sum _{j=1}^{n}a_{ij}b_{jk}\right|^{2}\!=\sum _{i=1}^{m}\sum _{k=1}^{l}\left|\langle a_{i\ast }^{H},b_{\ast k}\rangle \right|^{2}\leq \sum _{i=1}^{m}\sum _{k=1}^{l}\|a_{i\ast }^{H}\|_{2}^{2}\,\|b_{\ast k}\|_{2}^{2}\\&=\sum _{i=1}^{m}\|a_{i\ast }^{H}\|_{2}^{2}\,\sum _{k=1}^{l}\|b_{\ast k}\|_{2}^{2}=\|A\|_{F}^{2}\,\|B\|_{F}^{2}\end{aligned}}}
gezeigt werden kann. Hierbei ist {\displaystyle a_{i\ast }} die {\displaystyle i}-te Zeile von {\displaystyle A}, {\displaystyle b_{\ast k}} die {\displaystyle k}-te Spalte von {\displaystyle B}, {\displaystyle \langle \cdot ,\cdot \rangle } das Standardskalarprodukt auf Vektoren und {\displaystyle \|\cdot \|_{2}} die euklidische Vektornorm.

### Verträglichkeit mit der euklidischen Norm
Die Frobeniusnorm ist mit der euklidischen Norm verträglich, das heißt für eine Matrix {\displaystyle A\in {\mathbb {K} }^{m\times n}} und einen Vektor {\displaystyle x\in {\mathbb {K} }^{n}} gilt die Ungleichung
{\displaystyle \|A\,x\|_{2}\leq \|A\|_{F}\,\|x\|_{2}},
was wiederum über die Cauchy-Schwarz-Ungleichung aus
{\displaystyle \|A\,x\|_{2}^{2}=\sum _{i=1}^{m}\left|\sum _{j=1}^{n}a_{ij}x_{j}\right|^{2}=\sum _{i=1}^{m}\left|\langle a_{i\ast }^{H},x\rangle \right|^{2}\leq \sum _{i=1}^{m}\|a_{i\ast }^{H}\|_{2}^{2}\,\|x\|_{2}^{2}=\|A\|_{F}^{2}\,\|x\|_{2}^{2}}
folgt und was lediglich den Spezialfall der Submultiplikativität für {\displaystyle l=1} darstellt.

### Unitäre Invarianz
Die Frobeniusnorm ist invariant unter unitären Transformationen (im reellen Fall orthogonalen Transformationen), das heißt
{\displaystyle \|UAV\|_{F}=\|A\|_{F}}
für alle unitären Matrizen {\displaystyle U\in {\mathbb {K} }^{m\times m}} und {\displaystyle V\in {\mathbb {K} }^{n\times n}}. Dies folgt direkt über die Spurdarstellung aus
{\displaystyle \|UAV\|_{F}^{2}=\operatorname {spur} \left(\left(V^{H}A^{H}U^{H}\right)\left(UAV\right)\right)=\operatorname {spur} \left(A^{H}A\right)=\|A\|_{F}^{2}}.
Durch diese Invarianz ändert sich auch die Kondition einer Matrix bezüglich der Frobeniusnorm nach einer Multiplikation mit einer unitären Matrix von links oder rechts nicht.

### Nichtdarstellbarkeit als Operatornorm
Die Frobeniusnorm ist keine Operatornorm und damit keine natürliche Matrixnorm, das heißt, es gibt keine Vektornorm {\displaystyle \|\cdot \|}, sodass
{\displaystyle \max _{x\neq 0}{\frac {\|Ax\|}{\|x\|}}=\|A\|_{F}}
gilt, da jede Operatornorm für die Einheitsmatrix {\displaystyle I} den Wert Eins besitzen muss, jedoch {\displaystyle \|I\|_{F}={\sqrt {\min\{m,n\}}}} für {\displaystyle m,n\geq 2} einen Wert größer als Eins ergibt. Selbst eine entsprechend skalierte Version der Frobeniusnorm ist keine Operatornorm, da diese Norm dann nicht submultiplikativ ist, was eine weitere Eigenschaft jeder Operatornorm ist.

## Spezialfälle

### Normale Matrizen
Ist die Matrix {\displaystyle A\in {\mathbb {K} }^{n\times n}} normal mit Eigenwerten {\displaystyle \lambda _{1},\ldots ,\lambda _{n}}, dann gilt
{\displaystyle \|A\|_{F}={\sqrt {|\lambda _{1}|^{2}+\ldots +|\lambda _{n}|^{2}}}}.
Die Frobeniusnorm entspricht damit der euklidischen Norm des Vektors der Eigenwerte der Matrix.

### Unitäre Matrizen
Ist die Matrix {\displaystyle A\in {\mathbb {K} }^{n\times n}} unitär (im reellen Fall orthogonal), dann gilt
{\displaystyle \|A\|_{F}={\sqrt {\operatorname {spur} \left(A^{H}A\right)}}={\sqrt {\operatorname {spur} \left(I\right)}}={\sqrt {n}}}.
Die Frobeniusnorm hängt in diesem Fall also nur von der Größe der Matrix ab.

### Rang-Eins-Matrizen
Besitzt die Matrix {\displaystyle A\in {\mathbb {K} }^{m\times n}} den Rang null oder eins, das heißt {\displaystyle A=xy^{T}} mit {\displaystyle x\in {\mathbb {K} }^{m}} und {\displaystyle y\in {\mathbb {K} }^{n}}, dann gilt
{\displaystyle \|A\|_{F}=\|x\|_{2}\cdot \|y\|_{2}},
wobei {\displaystyle \|\cdot \|_{2}} wieder die euklidische Vektornorm ist.

## Anwendungen

### Abschätzung der Spektralnorm
Die Frobeniusnorm wird in der numerischen linearen Algebra aufgrund ihrer einfacheren Berechenbarkeit häufig zur Abschätzung der Spektralnorm eingesetzt, denn es gilt
{\displaystyle \|A\|_{2}\leq \|A\|_{F}\leq {\sqrt {\min\{m,n\}}}\cdot \|A\|_{2}}.
Gleichheit gilt dabei genau dann, wenn der Rang der Matrix null oder eins ist. Diese beiden Abschätzungen folgen aus der Darstellung der Frobeniusnorm über die Singulärwertzerlegung aus
{\displaystyle \|A\|_{2}^{2}=\sigma _{\max }^{2}\leq \sigma _{1}^{2}+\ldots +\sigma _{r}^{2}=\|A\|_{F}^{2}=\sigma _{1}^{2}+\ldots +\sigma _{r}^{2}\leq r\cdot \sigma _{\max }^{2}=r\cdot \|A\|_{2}^{2}},
wobei {\displaystyle \sigma _{1},\ldots ,\sigma _{r}} mit {\displaystyle r\leq \min\{m,n\}} die Singulärwerte von {\displaystyle A} sind und {\displaystyle \sigma _{\max }} der maximale Singulärwert von {\displaystyle A} ist, der gerade der Spektralnorm entspricht. Die Summe der Quadrate der Singulärwerte wird dabei durch das Quadrat des größten Singulärwerts nach unten und durch das r-fache des Quadrats des größten Singulärwerts nach oben abgeschätzt.

### Lineare Ausgleichsprobleme
Ist {\displaystyle A} eine singuläre oder nichtquadratische Matrix, so stellt sich oft die Frage nach ihrer näherungsweisen Inversen, also einer Matrix {\displaystyle Z}, sodass
{\displaystyle A\cdot Z\approx I}.
mit {\displaystyle I} als der Einheitsmatrix gilt. Die Moore-Penrose-Inverse {\displaystyle A^{+}} ist eine wichtige solche Pseudoinverse und definiert als diejenige Matrix, für die die Abweichung in der Frobeniusnorm
{\displaystyle \|I-A\cdot Z\|_{F}}
minimal wird. Sie hat mittels einer Singulärwertzerlegung von {\displaystyle A} die Darstellung
{\displaystyle A^{+}=V\Sigma ^{+}U^{H}},
wobei {\displaystyle \Sigma ^{+}} aus der Diagonalmatrix {\displaystyle \Sigma } dadurch entsteht, dass die von Null verschiedenen Elemente invertiert werden. Über eine Pseudoinverse lassen sich beispielsweise Matrixgleichungen
{\displaystyle A\cdot X=B}
durch
{\displaystyle X\approx A^{+}B}
näherungsweise lösen, wobei die Näherungslösung über die Moore-Penrose-Inverse dann den Fehler
{\displaystyle \|B-A\cdot X\|_{F}}
in der Frobeniusnorm im Sinne der Methode der kleinsten Quadrate minimiert.